# Gainare Tottori
El Gainare Tottori (ガイナーレ鳥取?) es un club de fútbol situado en Tottori (Japón), que representa a toda la prefectura de Tottori. Fue fundado en 1983 y se profesionalizó en 1989. Juega en la J3 League desde 2014.

## Historia

### Primeros años (1983-2006)
El club fue fundado en 1983 por un grupo de profesores y en sus primeros años de vida fue amateur. En 1989 se profesionalizó, pasó a llamarse Soccer Club Tottori y comenzó a competir en las ligas regionales, en las que se mantuvo más de una década hasta que en 2001 ascendió a la Japan Football League (JFL), la tercera categoría.

### Gainare Tottori (2007-actualidad)
En 2005 emprendió un plan para convertirse en el equipo representativo de la prefectura de Tottori. El nuevo nombre, elegido por los socios, mezcla las palabras "gaina" (grande, en el dialecto local) y "sperare" (esperanza, en italiano). Además, se buscaron patrocinadores locales y se reforzó la plantilla con futbolistas experimentados en la JFL. Gracias a estos cambios, obtuvo la condición de "miembro asociado" de la J. League y pudo luchar por el ascenso a las divisiones profesionales. Después de dos años en quinta posición, subió en 2010 como campeón de grupo.
Debutó en la J. League Division 2 en la temporada 2011 como el primer equipo profesional de la región de San'in, por lo que todas las regiones japonesas estaban representadas al menos con un club. En su debut terminó en penúltima posición con 31 puntos. Un año después mejoró sus resultados, pero no pasó del vigésimo lugar entre veintidós participantes.
Las mascotas del equipo siempre han estado vinculadas al anime. Durante la etapa en la Japan Football League se eligió al protagonista del manga GeGeGe no Kitaro, dibujado por el artista local Shigeru Mizuki. Sin embargo, era más un símbolo distintivo que una mascota oficial. En 2011 se eligió a Gainaman, un superhéroe diseñado por el estudio Gainax e ideado por Takumi Arai, un ilustrador de Tottori.

## Estadio

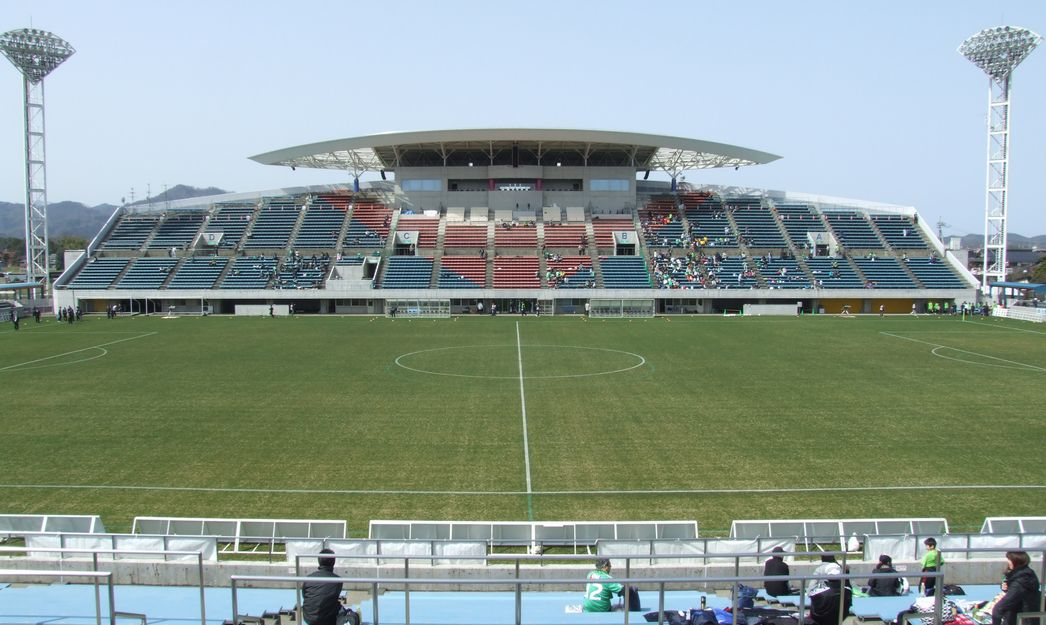
Tribuna del estadio Tottori Bank Bird.

Gainare Tottori juega sus partidos como local en el Estadio Municipal de Tottori, conocido popularmente como Torigin Bird y por razones de patrocinio como Tottori Bank Bird. Tiene capacidad para 16.033 espectadores y césped natural con unas medidas de 105 por 68 metros. Inaugurado en 1996, es uno de los pocos campos específicos de fútbol que existían en Japón antes de la Copa Mundial de Fútbol de 2002.
Durante su etapa en la Japan Football League también ha jugado en el Estadio Atlético de Higashiyama, en la ciudad de Yonago.

## Jugadores

### Jugadores destacados
La siguiente lista recoge algunos de los futbolistas más destacados de la entidad.
| Japón - Akito Miura (2010-2012) - Daichi Soga - Hideki Nishimura - Hidenori Kato - Hideyoshi Akita - Junji Yamamichi (2016-2017) - Koki Ishii (2017-) - Hiroto Sese (2018-) - Jinyu Nasu (2018-) |

## Rivalidades
Derbi Inyō
El derbi Inyō (El término japonés para referirse al Yin y yang) enfrentamiento entre los clubes de la región de Chugoku, el Gainare Tottori (representante de la prefectura de Tottori) y el Fagiano Okayama (representante de la prefectura de Okayama).

## Palmarés
- Japan Football League (JFL) (1): 2010
- Liga Regional de Chugoku (1): 2000